# Family Guy (16.ª temporada)
A 16ª temporada de Family Guy está prevista para estrear na Fox nos Estados Unidos em 1 de outubro de 2017.
A série segue a disfuncional família Griffin, composta de pai Peter, mãe Lois, a filha Meg, o filho Chris, o bebê Stewie e o cachorro da família Brian, que residem em sua cidade natal de Quahog (exceto Brian que nasceu no Texs). Os produtores executivos para a décima sexta temporada  são Seth MacFarlane, Richard Appel, Alec Sulkin, Steve Callaghan, Danny Smith e Kara Vallow. Sulkin retorna depois de dois temporada de ausência, como o novo showrunner da série, substituindo o antigo showrunner Callaghan. Appel continuará a servir como showrunner lado Sulkin.
A temporada contará com participações especiais de Danny Trejo, Ian McKellen, Kristen Bell, Louis C. K., Ty Burrell, Julie Bowen, Sofia Vergara e Bill Maher.

## Episódios
| N.º na série | N.º na temp. | Título                              | Dirigido por                                 | Escrito por               | Exibição original      | Cód. de produção | Audiência EUA (milhões) |
| --- | ------------ | ----------------------------------- | -------------------------------------------- | ------------------------- | ---------------------- | ---------------- | ----------------------- |
| 290 | 01           | " Emmy-Winning Episode"             | James Purdum, Dominic Bianchi and Peter Shin | Aaron Lee                 | 1 de outubro de 2016   | FACX06           | TBA                     |
| Cansado de não ganhar Emmys Peter faz com que Family Guy se pareça mais com series vencedoras do Emmy como Modern Family, Breaking Bad e Transparent. |              |                                     |                                              |                           |                        |                  |                         |
| 291 | 02           | " Foxx in The Man House"            | Brian Iles                                   | Andrew Goldberg           | 8 de outubro de 2017   | EACX20           | 3.05                    |
| depois de ter sido nocauteado Peter conhece um paramédico chamado Striker . Mais tarde, ele dispensa Quagmire, Cleveland e Joe como amigos, por que sua auto-estima melhora cada vez mais que ele anda com Striker.                                                                     |              |                                     |                                              |                           |                        |                  |                         |
| 292 | 03           | " Nanny Goats"                      | Steve Robertson                              | Tom Devanney              | 15 de outubro de 2017  | FACX02           | 2.54                    |
| Os Griffins recebem uma babá para as crianças, dando a Peter e Lois a oportunidade de melhorar seu casamento. |              |                                     |                                              |                           |                        |                  |                         |
| 293 | 04           | " Follow The Money"                 | Mike Kim                                     | Kevin Biggins             | 22 de outubro de 2017  | EACX15           | 2.69                    |
| Chris procura por toda Quahog uma nota rara de um dólar ganha em seu aniversário que acabou sendo perdida. |              |                                     |                                              |                           |                        |                  |                         |
| 294 | 05           | " Three Directors"                  | Joe Vaux                                     | Travis Bowe               | 5 de novembro de 2017  | EACX18           | 2.31                    |
| A historia de como Peter seria demitido da Cervejaria Pawtucket a partir dos estilos de Quentin Tarantino, Wes Anderson e Michael Bay. |              |                                     |                                              |                           |                        |                  |                         |
| 295 | 06           | " The D In Apartment 23"            | Julius Wu                                    | Artie Johann              | 12 de novembro de 2017 | FACX03           | 3.11                    |
| Brian é expulso de casa por publicar um tweet ofensivo que se tornou viral. |              |                                     |                                              |                           |                        |                  |                         |
| 296 | 07           | " Petey IV"                         | Mike Kim                                     | Anthony Blasucci          | 19 de novembro de 2017 | FACX04           | 2.08                    |
| Vladimir Putin vai a Quahog após Peter enviar-lhe uma critica da versão russa de Rocky IV. Enquanto isso Brian passa a trabalhar em uma agencia anti-suicídio. |              |                                     |                                              |                           |                        |                  |                         |
| 297 | 08           | " Crimes and Meg's Demeanor"        | Greg Colton                                  | Mike Desilets             | 3 de dezembro de 2017  | FACX05           | 2.59                    |
| Meg passa a beber bebida alcoólica junto com Peter, enquanto isso Brian suspeita que o Diretor Shepherd tenha cometido um Crime. |              |                                     |                                              |                           |                        |                  |                         |
| 298 | 09           | " Don't Be a Dickens at Christmas"  | Jerry Langford                               | Danny Smith               | 10 de dezembro de 2017 | FACX07           | 2.98                    |
| Peter é visitado pelos fantasmas do Natal que o levam a uma viagem no passado, presente e futuro em torno de Quahog. |              |                                     |                                              |                           |                        |                  |                         |
| 299 | 10           | " Boy (Dog) Meets Girl (Dog)"       | Brian Iles                                   | Steve Callaghan           | 7 de janeiro de 2018   | FACX09           | 3.40                    |
| Brian entra em uma exposição de cães para se reproduzir com uma cadela, Peter e Lois tentam convencer Chris que 'Arthur Valentine' não existe |              |                                     |                                              |                           |                        |                  |                         |
| 300 | 11           | " Dog Bites Bear"                   | John Holmquist                               | Cherry Chevapravatdumrong | 14 de janeiro de 2018  | FACX01           | 4.10                    |
| A amizade de Brian e Stewie é testada após Brian fazer algo estúpido, Peter se recusa a lavar a mão depois de fazer um comprimento de mão seu mascote favorito de cereais. |              |                                     |                                              |                           |                        |                  |                         |
| 301 | 12           | " Send in Stewie, Please"           | Joe Vaux                                     | Gary Janetti              | 11 de março de 2018    | FACX10           | 2.24                    |
| Stewie revela segredos sobre si mesmo em uma sessão com seu psicólogo escolar. [Nota: Este episódio teve 25 minutos de duração devido à interrupção comercial limitada. Nenhum comercial foi ao ar durante o episódio real, ao contrário, eles foram ao ar antes e depois do episódio.] |              |                                     |                                              |                           |                        |                  |                         |
| 302 | 13           | " V is for Myster"                  | Joseph Lee                                   | David A. Goodman          | 25 de março de 2018    | FACX08           | 1.91                    |
| Em uma paródia de Sherlock Holmes, Stewie e Brian se tornam detetives e embarcam na solução de uma série de assassinatos na era vitoriana de Londres |              |                                     |                                              |                           |                        |                  |                         |
| 303 | 14           | " Veteran Guy"                      | TBA                                          | TBA                       | 1 de abril de 2018     | FACX11           | TBD                     |
| Peter e os caras são pegos fingindo ser veteranos militares e são condenados a se juntar à Guarda Costeira. |              |                                     |                                              |                           |                        |                  |                         |
| 304 | 15           | " The Woof of Wall Street"          | TBA                                          | TBA                       | 8 de abril de 2018     | FACX12           | TBD                     |
| Brian convence Stewie a ensiná-lo a investir no mercado de ações, Peter e os caras cuidam do Drunken Clam enquanto Jerome está fora. |              |                                     |                                              |                           |                        |                  |                         |
| 305 | 16           | "Family Guy Through the Years"      | Julius Wu                                    | Chris Sheridan            | 22 de abril de 2018    | FACX13           | 2.00                    |
| O Family Guy é reimaginado como um desenho que esteve no ar por 60 anos e, numa retrospectiva especial, o episódio documenta os eventos culturais que foram retratados na série nos anos 50, 60 e 70.                                                                                   |              |                                     |                                              |                           |                        |                  |                         |
| 306 | 17           | "Switch the Flip"                   | Mike Kim                                     | Kevin Biggins             | 29 de abril de 2018    | FACX14           | 2.26                    |
| Stewie usa uma de suas invenções para trocar de corpo com Brian para corrigir sua vida, mas seu plano sai pela culatra e o caos se espalha por Quahog. |              |                                     |                                              |                           |                        |                  |                         |
| 307 | 18           | "HTTPete"                           | Greg Colton                                  | Damien Fahey              | 6 de maio de 2018      | FACX15           | 1.92                    |
| Com o intuito de promover a cervejaria, Peter adota um estilo de vida milenar. Isso acaba atraindo a atenção dos poderosos executivos do Vale do Silício. |              |                                     |                                              |                           |                        |                  |                         |
| 308 | 19           | "The Unkindest Cut"                 | Jerry Langford                               | Mark Hentemann            | 13 de maio de 2018     | FACX16           | 2.15                    |
| Após ter sua parte do corpo mais preciosa mordida por tubarões, Quagmire tem que aprender a viver sem ela. Enquanto isso, Stewie e Brian tentam procurar por Mort após descobriram que ele deixou a cidade por estar envolvido num esquema de drogas.                                   |              |                                     |                                              |                           |                        |                  |                         |
| 309 | 20           | "Are You There God? It's Me, Peter" | Joseph Lee                                   | Travis Bowe               | 20 de maio de 2018     | FACX17           | 1.83                    |
| Peter entra em um coma e tem a oportunidade de conversar com Deus. Ele aproveita a situação para interrogar a divindade com perguntas complicadas. |              |                                     |                                              |                           |                        |                  |                         |